# Josias Rowley

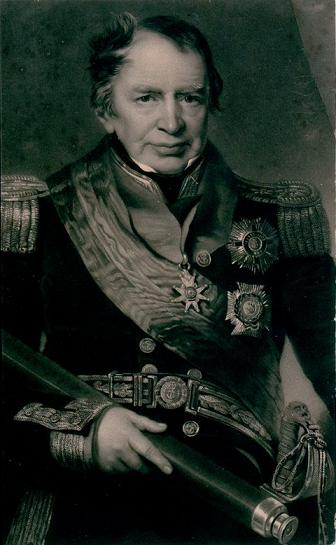
Admiral Sir Josias Rowley um 1830

Sir Josias Rowley, 1. Baronet GCB, GCMG (* 1765; † 10. Januar 1842) war ein britischer Admiral, der durch den sogenannten Mauritiusfeldzug bekannt geworden ist.

## Frühe Jahre
Er war der zweite Sohn des irischen Juristen und Politikers Clotworthy Rowley und der Letitia Campbell. Sein Großvater väterlicherseits war der Admiral Sir William Rowley. Der Vice-Admiral Sir Joshua Rowley, 1. Baronet (1734–1790), war sein Onkel, der Vice-Admiral Bartholomew Rowley (1764–1811) und der Admiral Sir Charles Rowley, 1. Baronet (1770–1845) waren seine Cousins. Rear-Admiral Samuel Campbell Rowley (1774–1846) war sein jüngster Bruder.
Geboren 1765, trat er 1777 in die Royal Navy ein und fuhr laut den Schiffsbüchern von November 1777 bis Dezember 1778 unter seinem Onkel auf dem Linienschiff HMS Monarch. Ab Dezember 1778 diente er unter seinem Onkel auf dem Linienschiff HMS Suffolk. 1780 zum Midshipman ernannt, wurde er am 24. Dezember 1783 Lieutenant. Nach Ausbruch der Koalitionskriege zwischen Großbritannien und Frankreich wurde er 1793 Commander und erhielt sein erstes eigenes Kommando über die Sloop HMS Lark. 6. April 1795 wurde er zum Captain befördert.
Seit 1797 kommandierte er die HMS Braave am Kap der Guten Hoffnung, von 1799 bis 1802 dann die Fregatte HMS Imperieuse in Indien.
1805 übernahm er das Kommando über das alte 64-Kanonen-Linienschiff HMS Raisonable, mit welchem er an der Schlacht bei Kap Finisterre 1805 teilnahm sowie an den Operationen gegen Buenos Aires und Montevideo.

## Mauritiusfeldzug
1808 wurde er Oberbefehlshaber der britischen Flotte am Kap der Guten Hoffnung. Im September 1809 wurde Rowley das Kommando über ein kleines Geschwader von Fregatten und Sloops übertragen. Mit diesen Schiffen und einigen Soldaten griff er Réunion an und besetzte den größten Hafen der Insel für eine Woche. Im März 1810 übernahm Rowley die HMS Boadicea, eine Fregatte von 38 Kanonen. Mit Verstärkungen von Schiffen und Soldaten wurde im Juli 1810 Réunion erobert. Eine Niederlage seines Stellvertreters und der Verlust von vier Fregatten vor Mauritius traf die britische Expedition hart. Rowley konnte im September 1810 den dauerhaften Verlust von zwei weiteren Fregatten knapp verhindern. Verstärkt durch Admiral Albemarle Bertie vom Kap der Guten Hoffnung und mit insgesamt 10.000 Soldaten unter General John Abercrombie konnte Mauritius im Dezember 1810 doch noch erobert werden, wobei Rowley seit Oktober die Insel ständig blockiert hatte.
Den Mauritiusfeldzug thematisiert Patrick O’Brian in seinem Roman „Geheimauftrag Mauritius“.

## Späteres Leben
Nachdem Rowley mit der Siegesnachricht nach Hause gesegelt war, übernahm er das 74-Kanonen-Linienschiff HMS America bis Oktober 1814. 1812 erbte er nach dem Tod seines kinderlosen älteren Bruders William Rowley († 1811) die Besitzungen der Familie um das Gut Mount Campbell in Drumsna im irischen County Leitrim. 1813 erhielt er den Rang eines Colonel der Royal Marines. Am 2. November 1813 wurde er zum erblichen Baronet, of the Navy, erhoben, 1814 wurde er zum Rear-Admiral befördert. Darüber hinaus wurde er im Januar 1815 zum Knight Commander des Order of the Bath geschlagen. Nach Kriegsende war er von 1818 bis 1821 Befehlshaber der britischen Flotte in den Küstengewässern um Irland. Von 1821 bis 1826 war er als Abgeordneter für das Kinsale im County Cork Mitglied des britischen House of Commons. 1825 wurde er Vice-Admiral, von 1833 bis 1837 war er Oberbefehlshaber der britischen Mittelmeerflotte. 1834 wurde er zum Knight Grand Cross des Order of St Michael and St George geschlagen, 1837 zum Admiral befördert und 1840 zum Knight Grand Cross des Order of the Bath erhoben.
Admiral Sir Josias Rowley starb unverheiratet und kinderlos am 10. Januar 1842, so dass sein Adelstitel erlosch.